# Ninety Nines
Die Ninety Nines, frei übersetzt auf Deutsch etwa der Club der Neunundneunzig, ist eine Pilotinnenvereinigung aus den Vereinigten Staaten.

## Geschichte
Die Ninety Nines wurden am 2. November 1929 von den damals vier berühmtesten Pilotinnen der USA auf Long Island gegründet. Die erste Präsidentin war Amelia Earhart. Weitere wichtige Gründungsmitglieder sind Fay Gillis Wells, Ila Loetscher, Phyllis Fleet, Betty Gillies, Candis Hall, Louise Thaden, Ruth Nichols, Phoebe Omlie, Mary Goodrich Jenson, Opal Kunz und Mildred Stinaff. Thea Rasche war das erste ausländische Mitglied. Des Weiteren wurden einige später hinzugekommene Mitglieder wie Jackie Cochran, Elsie MacGill, Bobbi Trout, Pancho Barnes, Patty Wagstaff, Jeana Yeager, Sheila Scott, Eileen Collins, Shirley Zillig, Bonnie Gann, Linda Godwin und Nancy Bird-Walton (Australien) berühmt.
Der Club vertrat die Interessen von 99 der 117 weiblichen Piloten mit Flugschein, die es zum Zeitpunkt seiner Gründung in den USA gab. So setzte er sich zum Beispiel dafür ein, dass Frauen an Luftrennen und Wettflügen teilnehmen konnten. Insbesondere Amelia Earharts Popularität und ihr unermüdlicher Einsatz führten dazu, dass Pilotinnen beim Publikum und bei den Veranstaltern von Flugveranstaltungen bald mehr Akzeptanz fanden.
Die Pilotinnenvereinigung öffnete sich bald auch international und gewann als Interessenverband weltweiten Einfluss in der Luftfahrt.

## Gegenwart
Heute sind die Ninety Nines die weltweit größte Pilotinnenvereinigung mit Sektionen in fast allen Ländern der Welt. Dem Club gehören international über fünftausend Pilotinnen an. Nach wie vor setzt sich die Organisation für die Interessen von Frauen in der Luftfahrt ein und fördert junge Pilotinnen. Daneben hat sich die Organisation zum Ziel gesetzt, die Leistungen von Frauen in der Geschichte der Luftfahrt festzuhalten und sichtbar zu machen und organisiert alljährlich das Air Race Classic im Gedenken an das powder puff derby (Puderquastenrennen).

## Museum
Im Headquarters am Will Rogers World Airport von Oklahoma City befindet sich das 99s Museum of Women Pilots.